# سلیم‌آباد (قوچان)
سلیم آباد، روستایی از توابع بخش مرکزی شهرستان قوچان در استان خراسان رضوی در ایران است.

## جمعیت
این روستا در دهستان قوچان عتیق قرار داشته و براساس سرشماری سال ۱۳۸۵جمعیت آن ۱۹۲ نفر (۵۳ خانوار) بوده است.